# The Dublin Legends
The Dublin Legends är en irländsk folkmusikgrupp som bildades 2012, då gruppen The Dubliners upphörde efter 50 år. Tre av medlemmarna från The Dubliners, Eamonn Campbell, Seán Cannon samt Patsy Watchorn, bestämde sig för att bilda en ny grupp och fick även med Gerry O'Connor, som spelat ihop med The Dubliners på deras avskedsturné.
Nya medlemmar blev Patsy Watchorns bror Paul Watchorn och Paul Kelly. 2014 slutade Patsy Watchorn i gruppen.
Efter hans avhopp har de kvarvarande gett ut ett album, An evening with The Dublin Legends - Live in Vienna.

## Bandmedlemmar
- Seán Cannon – sång, gitarr
- Eamonn Campbell – sång, gitarr
- Gerry O'Connor – tenorbanjo, fiol, mandolin
- Paul Watchorn – banjo
- Paul Kelly – banjo, fiol, mandolin